# Christiane Hummel
Christiane Hummel, née le 8 mai 1942 à Toulon, est une personnalité politique française membre du parti Les Républicains. Ancienne spécialiste en chimie, elle est également universitaire à la retraite.
Elle soutient la candidature de François Fillon pour la présidence de l'UMP lors du congrès d'automne 2012. Par la suite, pour la primaire présidentielle des Républicains de 2016, elle accorde son soutien à Nicolas Sarkozy.
Le 16 avril 2018, elle démissionne de son mandat de maire de La Valette-du-Var après 17 ans de mandat à la tête de la municipalité pour raison de santé.

## Mandats
- Maire de La Valette-du-Var de 2001 à 2018, réélue en 2008 et en 2014.
- Vice-présidente de la communauté d'agglomération Toulon Provence Méditerranée de 2002 à 2020.
- Sénatrice du Var à partir du 26 septembre 2004 jusqu'au 22 septembre 2017, date de sa démission.
- Conseillère générale du canton de la Valette-du-Var de 1998 à 2004.
- Conseillère municipale de La Valette-du-Var depuis avril 2018.

## Décorations
- Chevalier de la Légion d'honneur